# チュア・ジム・ネオ
チュア・ジム・ネオ（英語: Chua Jim Neo, 漢字表記、中国語: 蔡認娘、1907年 - 1980年8月8日）は、シンガポールのシェフ兼料理本の著者。シンガポールの実業家リー・ジンクンの妻であり、シンガポールの初代首相リー・クアンユーの母親である。
父親は福建省出身で、母親は客家系インドネシア人である。

## 家族
- 夫：リー・ジンクン（李進坤） - 商人
- 長男：リー・クアンユー（李光耀） - 政治家、シンガポールの初代首相